# Alfred de Musset
Alfred de Musset (født 11. december 1810 i Paris, død 2. maj 1857 sammesteds) var en fransk forfatter, der regnes for en af de betydningsfulde forfattere i den franske romantik.

## Uddannelse og tidlig karriere
Han tilhørte en gammel adelig slægt og var søn af en forfatter – der bl.a. havde udgivet en levnedsbeskrivelse af Rousseau – gik i College Henri IV, studerede lidt medicin og jura, malede og var nogen tid ansat på et forretningskontor.
1828 indførtes han i romantikernes Cénacle, inspireredes af Victor Hugo til at digte, samtidig med at han i lede over det reaktionære og middelmådige borgerskab kastede sig ud i udsvævelser og vild trods mod al konveniens.
Januar 1830 udgav han Contes d'Espagne et d'Italie, der i kåde og friske vers besynger en tøjlesløshed sanselighed og vellyst.Fremstillingens vildskab og spottende åndrighed forargede nogle og begejstrede flere. Til samlingen hørte frivole og rødt lidenskabelige noveller som Don Paez og Portia, digte som den berømte og berygtede Ballade à la lune, der i lige grad udæskede klassikerne og romantikerne.
Allerede det følgende år udkom en ny samling beslægtede digte, Poésies diverses (deriblandt Octave og Les secrétes pensées de Rafael), 1832 Le spectacle dans un fauteuil, La coupe et les levres (dramatisk digt), À quoi rêvent les jeunes filles ? (lystspil på vers), Namouna (orientalsk epos) og 1833 det berømte digt Rolla, hvori hans af Byron påvirkede verdensfortvivlelse kulminerer i kvindagtige klager og i forbandelser over Voltaire, der efter den vellystige ødelandshelts mening skal have undergravet slægten ved at tage troen fra den og derved drevet den til fortvivlelse og selvmord.
Musset havde for længst skilt sig fra romantikernes bevægelse og som verdensmand og forkælet modeherre hånet deres barske og professionelle rigorisme. Musset dyrkede litteraturen som flirt og dagbogssyssel. Han skrev sine vers lige så tilfældigt og lige så skiftende lidenskabeligt, som hans eget liv flød fra passion til skuffelse, fra umættelig nydelsestrang til den bitreste livslede. I hans vers er hele hans ungdom afspejlet med dens dårskab og lyst, dens graciøse ironi, dens beske verdensforagt, dens sorger og glæder, dens
følsomme hjertehenrykkelse, dens sønderrevne sorg.

## Forholdet til Georg Sand
Kort efter, at Rolla havde stået i den nystiftede magasin Revue des deux mondes, traf Musset sammen med George Sand. De forelskede sig i hinanden og rejste sammen i Italien fra december 1833 til april 1834. Skinsyge og mistænksomhed forpestede deres kærlighedsforhold, Musset blev heftig syg i Venedig, George Sand var ham utro, og i den bitreste fortvivlelse vendte han alene hjem til Frankrig. Hans karakter fik herved sit sidste knæk, og han sank fra nu af dybere og dybere i selvbedøvende udskejelser, vilje- og planløst omtumlet af sine drifter og
laster. Men samtidig med den totale menneskelige ruin lutredes hans digtergenius til større og større sædelig og åndelig idealitet.
Forholdet til George Sand indviede hans skønneste, ædleste og reneste digtning. Han bortslyngede Don Juan-masken, han havde anlagt efter Byrons forbillede, opgav sin vilde unatur og
trods og blev i sin produktion mandig og klar, sjælfuld og lutret, sanddru og inderlig.

## Produktive år efter bruddet med Georg Sand
I de efter bruddet nærmest følgende seks år skrev han sine beundringsværdigste værker, sine skønneste digte: Les nuits (Nuit de mai (1835), Nuit de décembre (1835), Nuit d'aout (1836), Nuit d'octobre (1837), Lettre a Lamartine (1836), Stances à la Malibran (1836), A Ninon (1837), Tristesse (1840) osv., den store selvbiografiske
roman La confession d'un enfant du siécle (1836, på dansk: »Et Barn af Aarhundredet« ved Gustav Esmann 1890, ved Carl Nutzhorn-Kjersmeier 1910), der skildrer grundene til hans slægtleds selvopgivelse og deraf følgende udskejelser, det storstilede florentinerdrama Lorenzaccio (1834) og skuespillene On ne badine pas avec l'amour (1834), Le chandelier (1835), Barberine (1835), Il ne faut jurer de rien (1836) og Un Caprice (1837), endelig hans mest klassiske elskovsnoveller Emmeline (1836), Les deux maitresses (1837), Frédéric et Bernerette (1837, norsk oversættelse ved M. Selmer, Bergen 1890) og Le fils du Titlen (1838).
Hvad Musset frembragte efter trediveårsalderen, var kun lidet; værdifuldest er skuespillene Carmosine (1850) og Bettine (1851). 1852 blev han medlem af Akademiet. Næsten alt, hvad han skrev, fremkom først i Revue des deux mondes. 1833 havde han i bogform udgivet sine første dramatiske arbejder: André del Sarto, Les caprices de Marianne (norsk oversættelse ved G. A. Dahl, Kria 1884) og Fantasio.
Ligesom de senere større eller mindre skuespil betragtedes de længe som udelukkende læsedramaer, indtil de i slutningen af Mussets levetid begyndte at komme på scenen og gøre lykke; flere af dem spilles den dag i dag, også uden for Frankrig. De samledes 1856 i to bind Comédies et proverbes, hans Nouvelles et contes 1861 i et bind (på dansk: »Udvalgte prosaiske Skrifter« ved Oscar Arlaud, I »Dramatiske Arbejder«, II »Noveller« (1885). Digtene er samlede i Premieres poésies 1829—35 og Poésies nouvelles 1836—52 og
i Poésies complétes (1851).
Mussets digtning er omtrent den mest forgudede af hele romantikken. Hans ry har hidtil ingen nedgang kendt, er snarere vokset fra år til år. Ingen af de franske romantikere har som han været ungdommens digter, kærlighedens og kvindens udvalgte sanger.
Museets dramatiske værker har vist sig at have blivende værdi; han opgav ellers efter de første mislykkede forsøg i den herskende romantiske stil og slog ind på en stil efter egne klassicistiske forestillinger, som viste mere holdbare end konkurrenten Victor Hugos, hvis stykker knap længere opføres.
Af litteratur på dansk: Georg Brandes, Hovedstrømninger, V: "Den romantiske Skole i Frankrig".